# Heisuke Hironaka

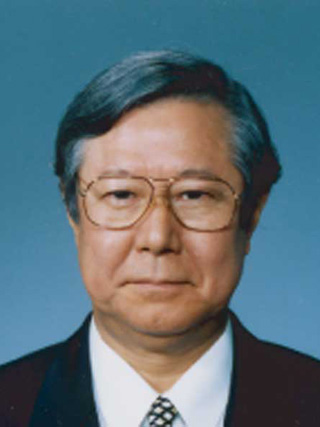
Heisuke Hironaka

Heisuke Hironaka (Japans: 広中 平祐, 9 april 1931) is een Japans wiskundige. 
Na het afsluiten van zijn master aan de Universiteit van Kyoto promoveerde hij aan de Harvard University. Zijn promotor was Oscar Zariski. In 1970 won hij de Fields Medal.

## Biografie en opleiding
In 1957 verhuisde Hironaka naar de Verenigde Staten om als promovendus naar Harvard University te gaan onder leiding van Zariski. Hironaka's algebra-achtergrond, ontwikkeld onder Akizuki, stelde hem in staat om nieuwe inzichten te brengen in de wiskundediscussies op Harvard, die een grotere nadruk legden op meetkundige perspectieven. In 1958-1959 bezocht Alexander Grothendieck Harvard University en was een andere belangrijke invloed op Hironaka, door hem uit te nodigen voor het Institut des hautes études scientifiques (IHES) in Parijs.
Hironaka keerde in 1960 terug naar Harvard en promoveerde op zijn proefschrift On the Theory of Birational Blowing-up.

## Onderzoek
In 1960 introduceerde Hironaka het voorbeeld van Hironaka, dat aantoont dat een deformatie van Kähler-variëteit niet Kähler hoeft te zijn. 
In 1964 bewees Hironaka dat singulariteiten van algebraïsche variëteiten resoluties toelaten in karakteristiek nul. Hironaka was in staat om een algemene oplossing voor dit probleem te geven, door te bewijzen dat elke algebraïsche variëteit vervangen kan worden door (meer precies, birationeel equivalent is aan) een soortgelijke variëteit die geen singulariteiten heeft. Voor deze prestatie kreeg Hironaka in 1970 de Fields Medal. Alexander Grothendieck sprak de lofrede uit, waarin hij Hirokana's werk bewonderde en waarbij hij toegaf dat hij zelf niet alle details kon volgen van Hirokana's  werk.